# Faunis gracilis
Faunis gracilis är en fjärilsart som beskrevs av Butler 1867. Faunis gracilis ingår i släktet Faunis och familjen praktfjärilar. Inga underarter finns listade i Catalogue of Life.